# Petriano
Petriano (Petriän in dialetto gallo-piceno) è un comune italiano di 2 809 abitanti della provincia di Pesaro e Urbino nelle Marche.

## Storia
Petriano deve il suo nome (Prae tres amnes: sopra tre fiumi) ai tre corsi d'acqua che scorrono sul suo territorio: l'Apsa che scende da Urbino, il Tagliatesta che arriva dalle Cesane passando per Palazzo del Piano ed il Razzo che segna i limiti settentrionali del territorio comunale.
Il primo documento che riporta il nome di Petriano è una pergamena del B. Mainardo Vescovo datata 21 gennaio 1069 che conferma la proprietà di varie terre e chiese tra cui S. Martino di Petriano al Capitolo del Duomo di Urbino.
In seguito il Castello di Petriano passò ai consoli di Urbino seguendo poi i destini della città feltresca.
Già nel 1422 venne fondato da Bonaiuto Ranuzzi un ospedale per l'assistenza e la cura della popolazione e dei viaggiatori. Fra i petrianesi si distinse il capitano Carletto detto d'Urbino che nel 1505 respinse gli eserciti del Borgia e si spinse fino a Rimini conquistando la città. La comunità era retta dai Massari eletti periodicamente tra le vecchie famiglie del posto.
Nel 1861 Petriano divenne comune dell'Italia Unita.

## Società

### Evoluzione demografica
Abitanti censiti

### Etnie e minoranze straniere
Secondo i dati ISTAT al 1º gennaio 2023 la popolazione straniera residente era di 407 persone e rappresentava il 14,7% della popolazione residente. Le comunità straniere più numerose sono:
1. Macedonia del Nord, 190 (46,68%)
2. Marocco, 85 (20,88%)
3. Romania, 36 (8,85%)
4. Albania, 15 (3,69%)
5. Ucraina, 11 (2,70%)
6. Senegal, 10 (2,46%)

## Cultura

### Scuole
Nel comune vi sono due scuole dell'infanzia (una nella frazione di Gallo), una primaria ed una secondaria di primo grado nella frazione di Gallo, facenti parte dell'Istituto Comprensivo "P. Volponi-G. Pascoli" di Urbino.

### Cinema
Film girati a Petriano
- La banda Grossi - Una storia vera quasi dimenticata[8][9] (2018)
- Ancora volano le Farfalle. (2024)

## Economia

### Artigianato
Tra le attività economiche più tradizionali, diffuse e importanti vi sono quelle artigianali, come la lavorazione del ferro battuto, finalizzata alla realizzazione di una vasta gamma di prodotti, che spazia dalle inferriate alle statue.

## Amministrazione
| 1926                                                           | 1928             | Ferrino Fabbrizioli    |                                                               | Podestà                       | [ 11 ] |
| Dal 1928 al 1947 il comune fu aggregato a quello di Colbordolo |                  |                        |                                                               |                               |        |
| 1947                                                           | 1950             | Crescentino Cioppi     |                                                               | Sindaco                       | [ 11 ] |
| 30 aprile 1950                                                 | 11 maggio 1951   | Quinto Mazzoli         |                                                               | Sindaco                       | [ 11 ] |
| 12 maggio 1951                                                 | 8 dicembre 1951  | Enrico Gostoli         |                                                               | Sindaco                       | [ 11 ] |
| 9 dicembre 1951                                                | 4 giugno 1952    | Valentino Amicucci     |                                                               | Commissario prefettizio       | [ 11 ] |
| 5 giugno 1952                                                  | 16 giugno 1956   | Valentino Amicucci     |                                                               | Sindaco                       | [ 11 ] |
| 17 giugno 1956                                                 | 9 dicembre 1960  | Cesare Marchionni      | Sinistra                                                      | Sindaco                       | [ 11 ] |
| 10 dicembre 1960                                               | 2 dicembre 1964  | Wasincton Alessandrini | Centro                                                        | Sindaco                       | [ 11 ] |
| 3 dicembre 1964                                                | 28 luglio 1970   | Wasincton Alessandrini | Centro                                                        | Sindaco                       | [ 11 ] |
| 29 luglio 1970                                                 | 21 marzo 1973    | Maurizio Mazzoli       | Sinistra                                                      | Sindaco                       | [ 11 ] |
| 22 marzo 1973                                                  | 29 aprile 1973   | Gioacchino Italia      |                                                               | Commissario regionale ad acta | [ 11 ] |
| 30 aprile 1973                                                 | 1º dicembre 1974 | Michele Ventura        |                                                               | Commissario prefettizio       | [ 11 ] |
| 2 dicembre 1974                                                | 10 luglio 1980   | Maurizio Mazzoli       | Sinistra                                                      | Sindaco                       | [ 11 ] |
| 11 luglio 1980                                                 | 4 luglio 1985    | Maurizio Mazzoli       | Sinistra                                                      | Sindaco                       | [ 11 ] |
| 5 luglio 1985                                                  | 22 febbraio 1988 | Maurizio Mazzoli       | Sinistra                                                      | Sindaco                       | [ 11 ] |
| 22 febbraio 1988                                               | 31 maggio 1990   | Domenico Passeri       | Lista civica                                                  | Sindaco                       | [ 13 ] |
| 31 maggio 1990                                                 | 24 aprile 1995   | Domenico Passeri       | Partito Comunista Italiano Partito Democratico della Sinistra | Sindaco                       | [ 13 ] |
| 24 aprile 1995                                                 | 14 giugno 1999   | Domenico Passeri       | Partito Democratico della Sinistra Democratici di Sinistra    | Sindaco                       | [ 13 ] |
| 14 giugno 1999                                                 | 14 giugno 2004   | Giovanni Angelini      | Centro-destra                                                 | Sindaco                       | [ 13 ] |
| 14 giugno 2004                                                 | 8 giugno 2009    | Giovanni Angelini      | Centro-destra                                                 | Sindaco                       | [ 13 ] |
| 8 giugno 2009                                                  | 26 maggio 2014   | Giammarco Cecconi      | Obiettivo cittadino (Centro-destra)                           | Sindaco                       | [ 13 ] |
| 26 maggio 2014                                                 | 27 maggio 2019   | Davide Fabbrizioli     | Obiettivo cittadino (Centro-destra)                           | Sindaco                       | [ 13 ] |
| 27 maggio 2019                                                 | 10 giugno 2024   | Davide Fabbrizioli     | Obiettivo cittadino (Centro-destra)                           | Sindaco                       | [ 14 ] |
| 10 giugno 2024                                                 | In carica        | Giovanni Angelini      | Obiettivo cittadino (Centro-destra)                           | Sindaco                       | [ 13 ] |

## Sport

### Calcio
La squadra di calcio si unì a quella del vicino comune di Vallefoglia fino al 2022 e gioca nel campionato regionale di Eccellenza. La squadra ha il nome di K Sport Montecchio Gallo. In Terza Categoria milita invece il Gallo Football.